# 虎渓公園

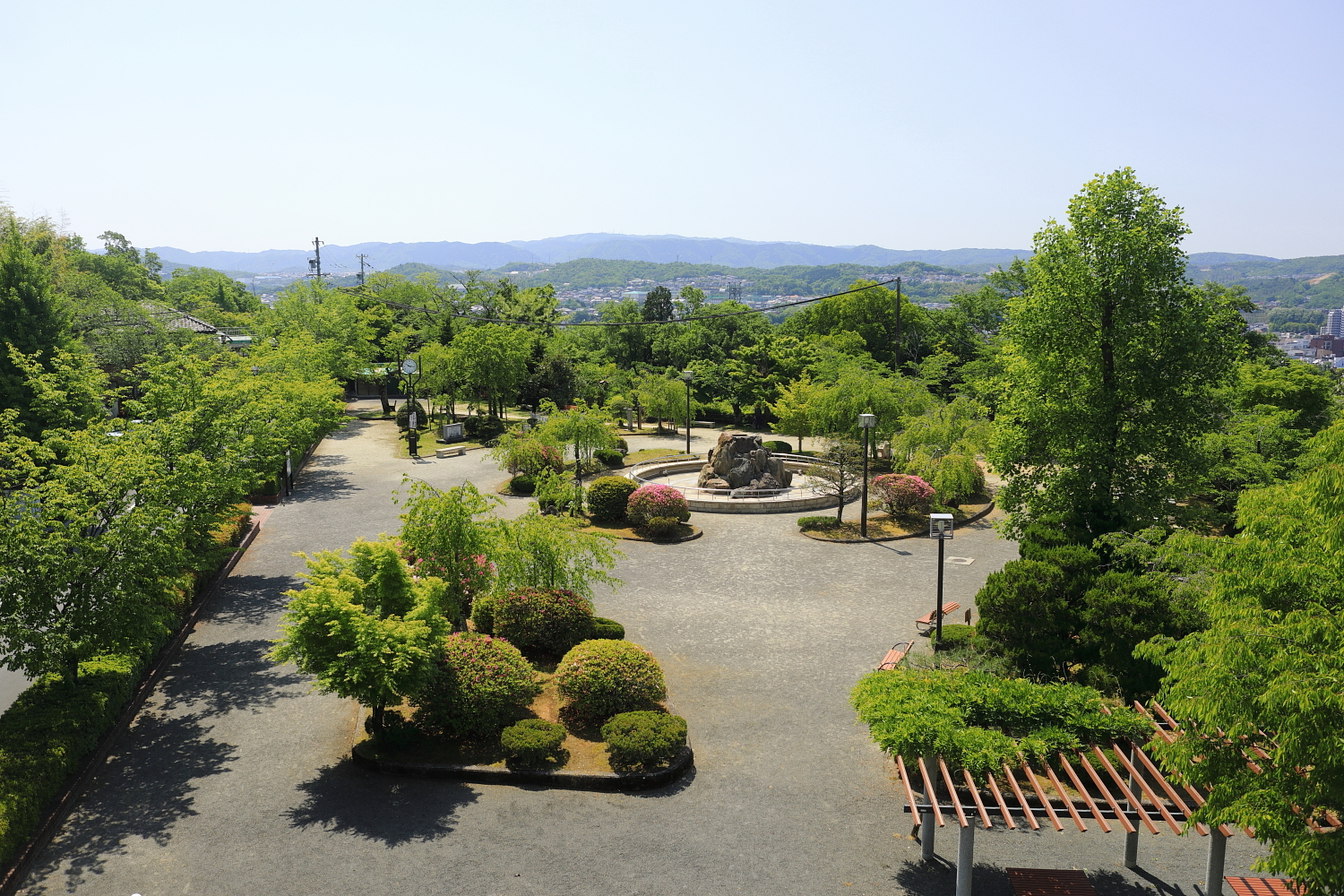
虎渓公園（2022年5月）

虎渓公園（こけいこうえん）は、岐阜県多治見市にある都市公園。

## 概要
市中心部にほど近い虎渓山に位置する。1970年（昭和45年）4月1日、敷地面積6.3haの総合公園として開園した。公園には約400本の桜が植えられており、岐阜県選定の「飛騨・美濃さくら三十三選」に選ばれるなど市内有数の桜の名所となっている。例年4月上旬から中旬にかけて見頃をむかえる。また園内には戦没者慰霊のため観音像が建立されており、終戦記念日に慰霊祭が行われる。周辺には、虎渓山永保寺、虎渓山古墳群、虎渓山自然林があり、公園を含む一帯が風致地区に指定されている。

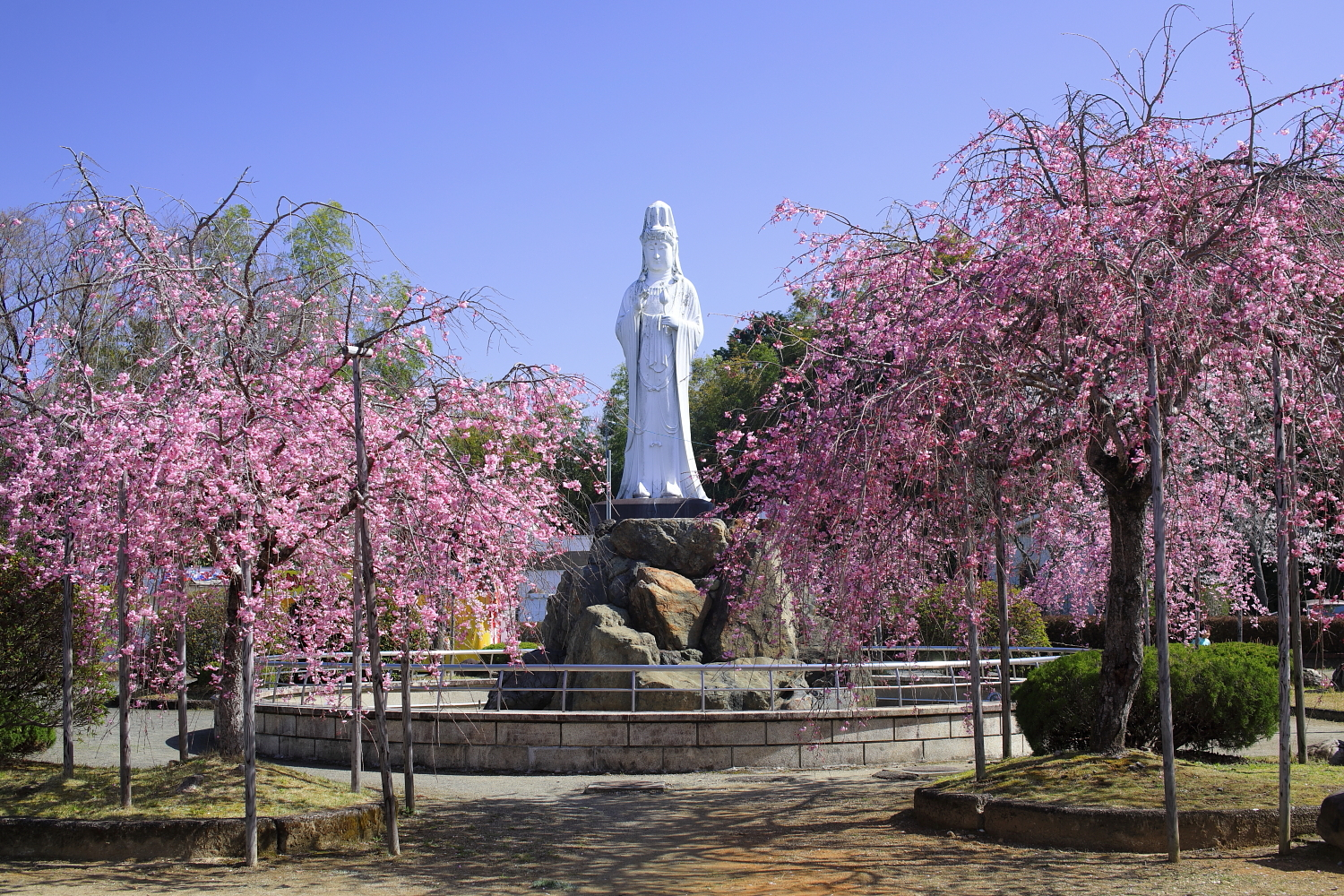
観音像と園内の桜（2023年5月）
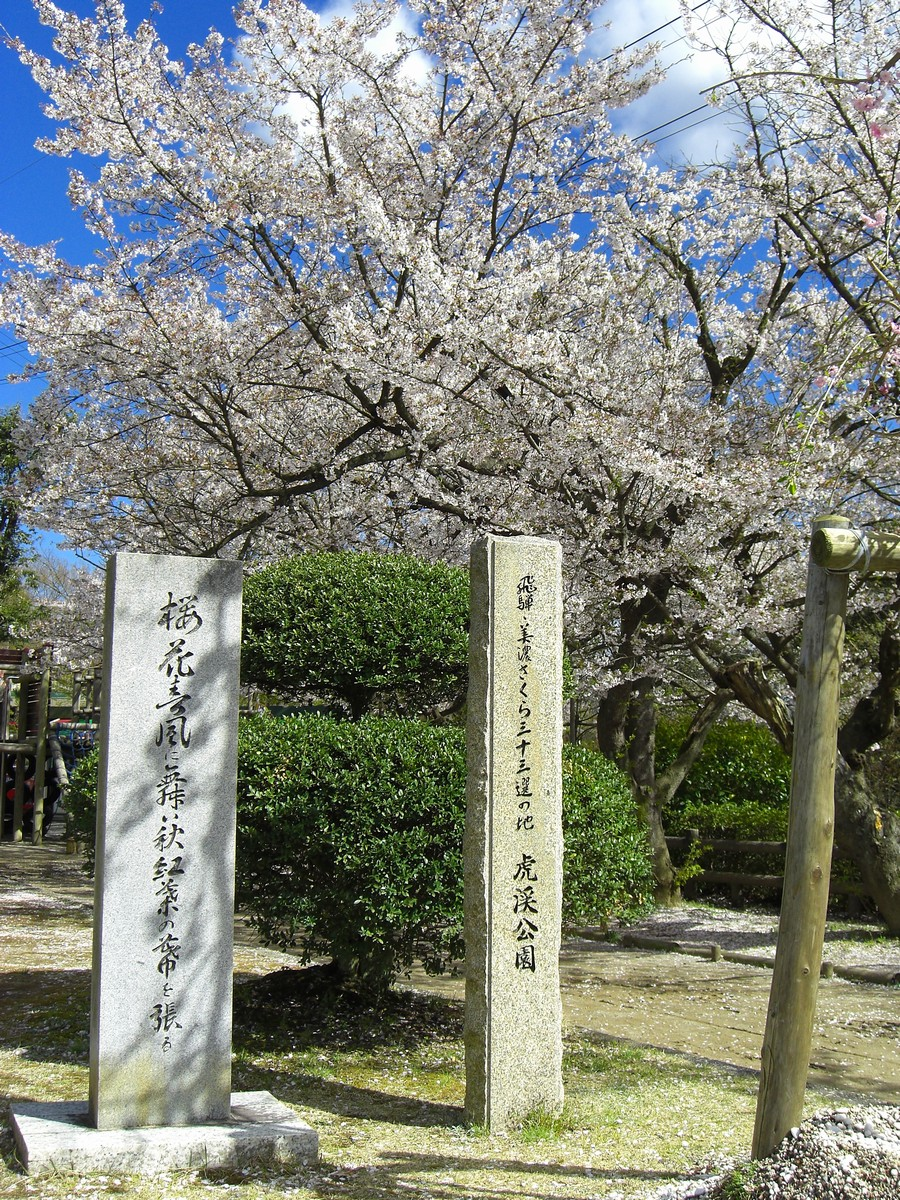
飛騨・美濃さくら三十三選碑（2008年4月）

## 所在地
- 岐阜県多治見市弁天町3丁目

## 交通機関
- JR中央本線・太多線 多治見駅（多治見駅前バスターミナル）から
  - 東鉄バス・小名田線「虎渓山口」バス停下車、徒歩で約10分。
    - 一部の便は、「東濃西部総合庁舎前」バス停下車、徒歩で約5分。
- 中央自動車道 多治見インターチェンジから車で約10分。

## 周辺
- 虎渓山永保寺
- 虎渓山1号古墳
- 虎渓山4号古墳
- 神言会多治見修道院
- 岐阜県東濃西部総合庁舎
- 岐阜県立多治見北高等学校

座標: 北緯35度20分37.8秒 東経137度7分45.4秒 / 北緯35.343833度 東経137.129278度